# Sundbyfoss
Sundbyfoss este o localitate din comuna Hof, provincia Vestfold, Norvegia, cu o suprafață de 0,44 km² și o populație de 540 locuitori (2013).